# Juan Francisco Galli
Juan Francisco Galli Basili (Santiago, 9 de julio de 1977) es un abogado, académico, árbitro y político chileno, militante de Renovación Nacional (RN). Entre enero de 2020 y marzo de 2022 se desempeñó como subsecretario del Interior de su país, cargo que asumió tras la salida de Rodrigo Ubilla.
Anteriormente, entre marzo de 2018 y noviembre de 2019, fue subsecretario para las Fuerzas Armadas y en el mismo mes asumió la Subsecretaría General de la Presidencia, se mantuvo en el cargo hasta enero de 2020.

## Biografía

### Familia
Nació en Santiago el 9 de julio de 1977, hijo de Juan Galli Rodríguez y de Adriana Carlota Basili Esbry, matrimonio de ascendencia italiana. 
Está casado con Marina Junge Roeckel, con quien es padre de tres hijos.

### Estudios
Egresó del Colegio Craighouse de Lo Barnechea. Posteriormente ingresó a la Facultad de Derecho de la Pontificia Universidad Católica (PUC), donde se tituló de abogado en 2003.
Entre 2006 y 2008, cursó un magíster en administración pública en el London School of Economics and Political Science (LSE), y un postítulo en economía y finanzas de la Universidad de Chile.
En 2022, partió a Alemania a cursar un Master en Seguridad Internacional en la Universidad Bundeswehr de Múnich, el cual finalizó el 2023.

### Árbitro
Como aficionado al fútbol, se tituló de árbitro profesional en el INAF, y ejerció tal labor entre 1998 y 2006, llegando a ser árbitro en juveniles sub-19 y cuarto árbitro en la Primera División de la ANFP.

## Carrera política
Militante de Renovación Nacional (RN), su interés por la política se manifestó a temprana edad, cuando fue presidente del centro de alumnos del colegio Craighouse en 1995. En 2003 fue abogado asesor de gabinete del Ministerio de Hacienda, asesor en Desarrollo Institucional (2008-2010) y jefe de la División de Eficiencia Energética del Ministerio de Energía (2010).
Fue candidato a concejal en las elecciones municipales de 2012 y 2016, en las comunas de Lo Espejo y Vitacura, respectivamente. En la primera elección obtuvo 286 votos, equivalente al 6,61% de su coalición, y en la segunda 1.307 votos, equivalente al 10,14%. No resultó electo en ambas.
En el primer gobierno de Sebastián Piñera, fue asesor legislativo del Ministerio del Interior entre 2010 y 2013, y jefe de gabinete del ministro de Defensa Nacional Rodrigo Hinzpeter, entre 2013 y 2014. Además representó a Chile como co-agente del Estado ante la Corte Interamericana de Derechos Humanos (CIDH) en el denominado caso Lonkos.
En 2017 fue el director político-legislativo de la Fundación Avanza Chile, creada por Sebastián Piñera, y administrador electoral de su campaña para la elección de ese año. En esa condición, generó noticia cuando durante la campaña se rindió un monto de $3.735.014 pesos en choripanes, lo que defendió como un acto de transparencia.
En marzo de 2018 en el segundo gobierno de Sebastián Piñera asumió la Subsecretaría para las Fuerzas Armadas, sucediendo a Paulina Vodanovic Rojas. El 4 de noviembre de 2019 tras un cambio de gabinete dejó esa labor y pasó a ejercer como subsecretario General de la Presidencia, cargo que mantuvo hasta el 1 de enero de 2020.
Tras la renuncia de Rodrigo Ubilla a la Subsecretaría del Interior el 16 de diciembre de 2019, Piñera lo designó como su sucesor en el cargo, el cual se hizo efectivo el 1 de enero de 2020. De la misma manera, el 3 de noviembre de ese año asumió como ministro del Interior y Seguridad Pública de forma interina tras la renuncia de Víctor Pérez Varela después de que la Cámara de Diputadas y Diputados aprobara una acusación constitucional en su contra y esta pasase al Senado, cargo en el que se mantuvo hasta el día siguiente, cuando asumió oficialmente Rodrigo Delgado en el Ministerio.

## Controversias
En noviembre de 2020, tras ser consultado por la detención de ocho personas por el delito de amenazas contra la fiscal Ximena Chong, además de tenencia de armamento prohibido de uso bélico y por el ilícito de tenencia de municiones, indicó que "por lo que se vio, los utensilios que tenían (la agrupación) no eran de gran importancia, salvo esa subametralladora Uzi que es un arma prohibida", ante lo cual, recibió críticas de opositores y la opinión pública, tras el uso de la palabra utensilios como sinónimo de armas de fogueo.
En octubre de 2021, luego de los hechos de violencia ocurridos durante el segundo aniversario del llamado estallido social, criticó a algunos políticos de oposición porque "instalaron en nuestro país una sensación de impunidad, que no había consecuencias de cometer hechos de violencia". Entre los cuestionados mencionó a Gabriel Boric y Yasna Provoste, ambos candidatos presidenciales para la elección de noviembre de aquel año. Sus palabras fueron tildadas por la oposición como un caso de intervencionismo electoral. Sus dichos también fueron reprochados por la Contraloría General de la República (CGR), que emitió un dictamen donde lo instó a abstenerse de emitir ese tipo de declaraciones u opiniones en el ejercicio de su cargo, ya que “pueden perjudicar las candidaturas antes mencionadas”.
En diciembre de 2021, fue sancionado por el Consejo para la Transparencia por no entregar información en el contexto de la pandemia de COVID-19, durante su desempeño como subsecretario del Interior. La sanción correspondió al 30% de su remuneración promedio anual. Otros amonestados, todos miembros de la segunda administración de Sebastián Piñera, fueron la subsecretaria de Salud Pública, Paula Daza; el subsecretario de Redes Asistenciales, Alberto Dougnac; y el jefe del Departamento de Extranjería y Migración, Álvaro Bellolio.